# Frida Torresblanco
Frida Torresblanco es productora de cine, televisión y documentales radicada en la ciudad de Nueva York. Ha producido The Dancer Upstairs, The Assassination of Richard Nixon, Disobedience y El laberinto del fauno. En 2002, Torresblanco lanzó una productora de cine con sede en Nueva York, Esperanto Filmoj, en sociedad con Alfonso Cuarón. Produjo Crónicas, Children of Men y Rudo y Cursi.

## Primeros años y carrera
Torresblanco se graduó en la Universidad Complutense de Madrid, donde completó licenciaturas en literatura y cine, especializándose en postproducción y nuevos medios. Siendo aún estudiante, comenzó a trabajar como asistente de dirección, productora de línea y finalmente como productora. Más tarde se unió a Lolafilms como directora de producciones internacionales en inglés, incluyendo The Dancer Upstairs (dirigida por John Malkovich) y Gaudi Afternoon de Susan Seidelman (protagonizada por Marcia Gay Harden). Torresblanco trabajó con directores españoles como Carlos Saura, Fernando Trueba, Manuel Iborra, y Emilio Martínez Lázaro. [cita requerida]
En 2002, Torresblanco se mudó a la ciudad de Nueva York para lanzar una productora de cine Esperanto Filmoj. Se desempeñó como productora ejecutiva y productora creativa en el set de The Assassination of Richard Nixon y Crónicas . También produjo Children of Men y Rudo y Cursi, la última de las cuales se estrenó en el Festival de Cine de Sundance de 2009. [cita requerida]
Coprodujo El laberinto del fauno. En 2006, la película ganó tres Premios Óscar, tres Premios BAFTA y un Premio Globo de Oro.
En 2010, Torresblanco puso en marcha una productora cinematográfica llamada Braven Films. La primera película de la compañía, Magic, Magic, fue un thriller psicológico estrenado en 2013. Braven Films también estrenó Disobedience , una adaptación de la novela de Naomi Alderman.

## Carrera reciente y Braven Films
Recientemente, Viacom International Studios (VIS) anunció un acuerdo exclusivo con Frida y Braven Films para el desarrollo y producción de contenido internacional en un beneficioso acuerdo de preferencia. 
Múltiples series de televisión y películas están actualmente en desarrollo en consecuencia de este acuerdo. Chosen Damages (EE.UU, México), Artemisia (Italia), y First Lady] están programados para series de televisión en conjunto con compañías de producción líderes en Europa. Plano A Plano (en colaboración con Emilio Amaré y César Benítez) y Ellos Encantados (una adaptación de una novela satírica española de  Pablo Dávila Castañeda) son dos de los proyectos de cine actualmente en desarrollo.

## Filmografía
- 13 East
- Alicia
- Anna’s Truth
- Arabella
- Artemisia
- By the Waters of Babylon
- Emerald Seas
- Fragments
- Galileo
- Good Shooting
- La Cúpula de las Fieras
- Old Baggage
- Playdate
- Satan is Real
- Sinaloa’s First Lady
- Stolen Girl
- The Beast in the Garden
- The Polish Woman
- The Summer of Impossible Things
- Threesome (en desarrollo)
- 2021 Man in the Attic
- 2021 Omara
- 2020 Greencard
- 2020 Fatima
- 2020 Karnawal
- 2020 The Roads Not Taken
- 2019 Boléro
- 2018 Nigerian Prince
- 2013 Magic, Magic
- 2010 Locked In
- 2008 Rudo y Cursi
- 2008 One Fast Move or I'm Gone: Kerouac's Big Sur
- 2007 Year of the Nail
- 2007 La doctrina del shock
- 2007 Children of Men
- 2006 El laberinto del fauno
- 2005 Black Sun
- 2005 Toro Negro
- 2004 The Assassination of Richard Nixon
- 2004 Crónicas
- 2004 Temporada de patos
- 2002 The Dancer Upstairs
- 2001 Merry Christmas
- 2001 Desafinado
- 2001 Rain
- 2001 Girl from Rio
- 2001 Gaudi Afternoon
- 2000 Regarding Buñuel
- 1997 Storm the Skies
- 1993 Marathon
- 1992 Orquesta Club Virginia
- 1992 Christopher Columbus: The Discovery

## En redes sociales
- Frida Torresblanco (en inglés) en LinkedIn

- Datos: Q5503458